# 新城村尚
新城 村尚（しんじょう むらひさ／むらなお）は、戦国時代の武将。二本松氏庶流・新城氏第4代当主。陸奥国安達郡椚山城主。

## 生涯
二本松氏第6代当主・二本松政国の子で、庶流の新城氏に養子として入った。
天文16年（1547年）、第8代当主・義氏の死去にともない息子の尚国（義国）が宗家の当主として迎えられると、その後見人を務めたという。
この時期の二本松氏の系譜については諸説あるが、中でも新城氏に関しては村尚以降に重複部分があるなど（『山口道斎物語』所載の「本系図」、『積達館基考』所載の「畠山系図」、『仙台叢書』所載の「畠山家系」）最も記述が錯綜しており、実態が把握し辛い状況にある。

## 名前について
なお、諱には「村尚」のほかに別名として、盛継（もりつぐ）、稙尚（たねひさ）、時国（ときくに）が伝わっており、このうち稙尚は室町幕府第10代将軍足利義稙から偏諱の授与を受けたものであるのは間違いないであろう。村尚と稙尚、および息子・尚国の「尚」については、その読みから推測するに第9代将軍足利義尚から偏諱の授与を受けたものと考えられるが、村尚と稙尚の場合は二文字目につけているので断定はできない。また、新城氏の跡継ぎである次男・直継に「継」の字が入っていることから、盛継を一時期名乗っていた可能性は高い。